# Brutkamp
Der Brutkamp ist ein jungsteinzeitlicher Polygonaldolmen in Albersdorf im Kreis Dithmarschen in Schleswig-Holstein. Aufgrund der Radiokarbon-Daten kann die Fundstelle in eine früh- bis mittelneolithische (3700–3200 v. Chr.) und eine spätneolithische (2250–2000 v. Chr.) Phase unterteilt werden. Im Spätneolithikum wurde älteres Material aus der Kammer ausgeräumt, im Eingangsbereich abgelagert und der Erdhügel erneuert. Der Dolmen hat die Sprockhoff-Nr. 150.
Polygonaldolmen sind Megalithanlage der Trichterbecherkultur (3500–2800 v. Chr.). Diese Unterart des Dolmen kommt vor allem in Dänemark, Schweden und Schleswig-Holstein vor. Aus Mecklenburg-Vorpommern (Lexow) und Sachsen-Anhalt (Lüdelsen 1) sind lediglich einzelne Exemplare bekannt.

## Ausgrabung
Im Rahmen des von der DFG geförderten und Johannes Müller geleiteten SPP-Teilprojektes „Das trichterbecherzeitliche Westholstein: Eine Studie zur neolithischen Entwicklung von Landschaft und Gesellschaft“, wurden mehrere Bestattungsplätze und ein Grabenwerk der mittelneolithischen Trichterbecherkultur in Westholstein von Hauke Dibbern untersucht und umfassend publiziert. Hierunter auch der Brutkamp im Jahre 2009. Hierbei wurde ein Schnitt von 13,5 m² anlegt. Ziel der Ausgrabung war nicht die Kammer, sondern der Hügelaufbau sollte untersucht werden. Durch stratigraphische Beobachtungen und absoluten Datierungen konnten mehrere Phasen erkannt werden, die durch die Lage und Datierung der Funde ergänzt wird.

## Beschreibung
Der Brutkamp besitzt fünf Tragsteine und einen einzigen, für den Typ charakteristischen, übergroßen Deckstein, dessen Gewicht bei etwa 17 Tonnen liegt (ursprünglich wurden 23 Tonnen angenommen, doch das konnten neuere Untersuchungen korrigieren) und der einen Umfang von knapp neun Metern hat. Dabei handelt es sich um den größten Deckstein in Schleswig-Holstein. Das Baumaterial des Dolmens besteht aus Findlingen der Eiszeit. Der Gang aus niedrigen Steinen weist nach Südosten. Der Erdhügel des Brutkamp ist vollständig abgetragen bzw. erodiert. Ein kleiner Park mit alten Linden umgibt heute das Großsteingrab.
Der Brutkamp ist im Wappen von Albersdorf zu sehen.

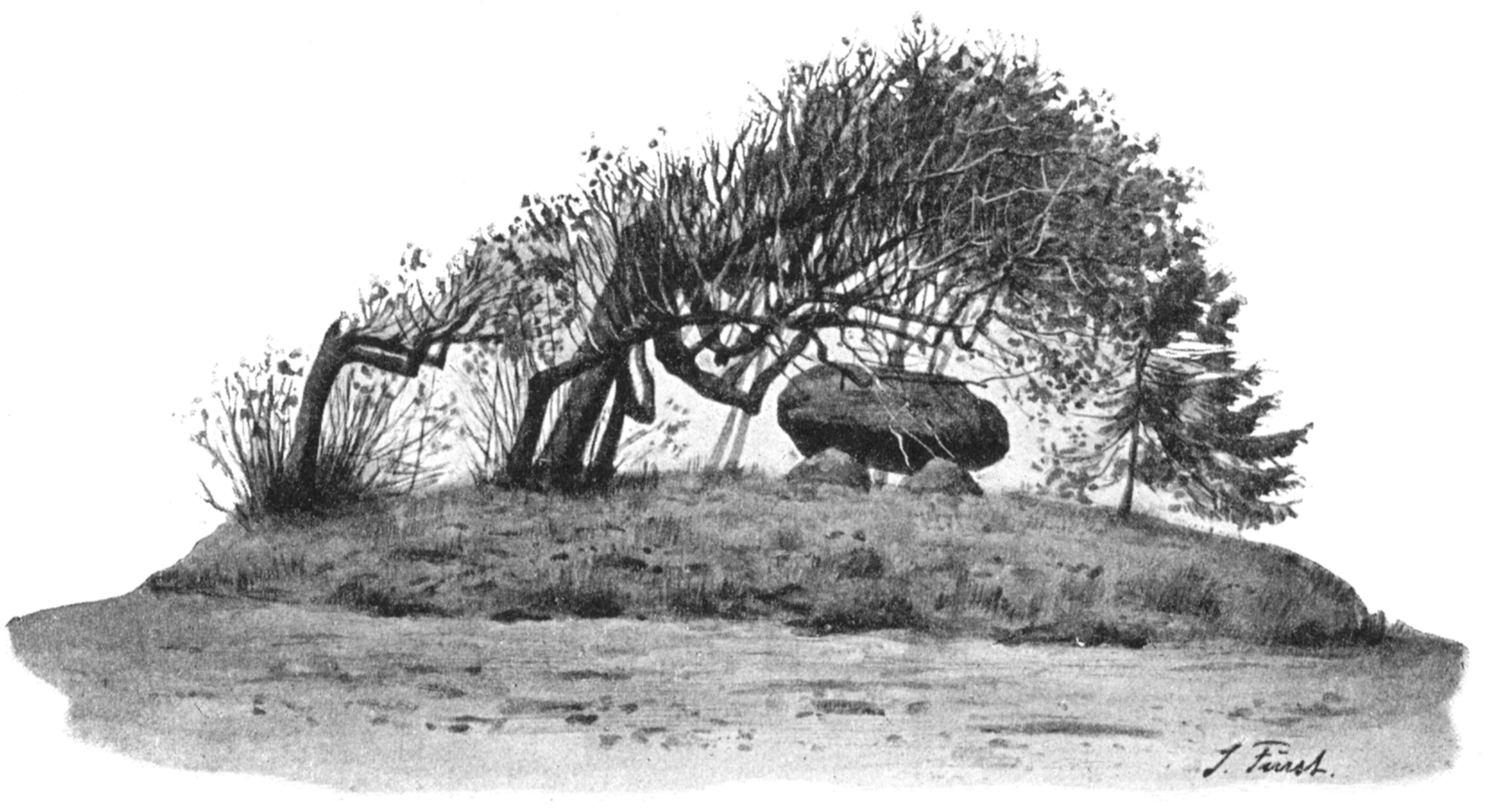
Zeichnung um 1895
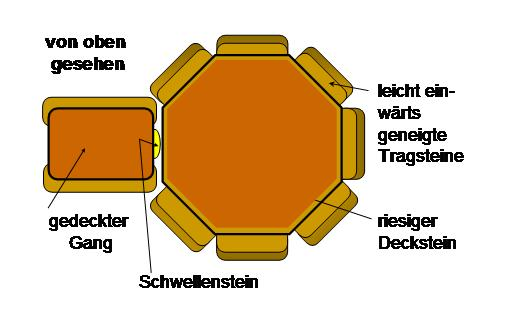
Polygonaldolmen (schematisch) von oben gesehen
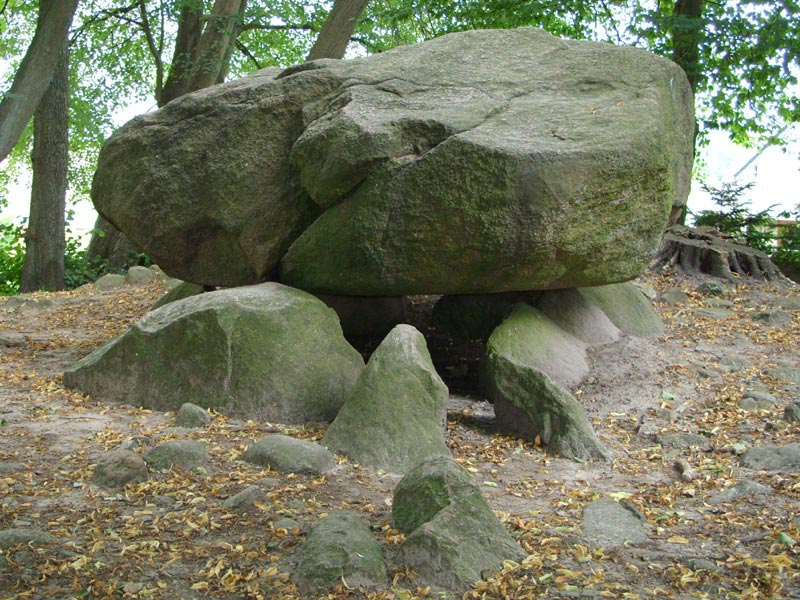
Brutkamp
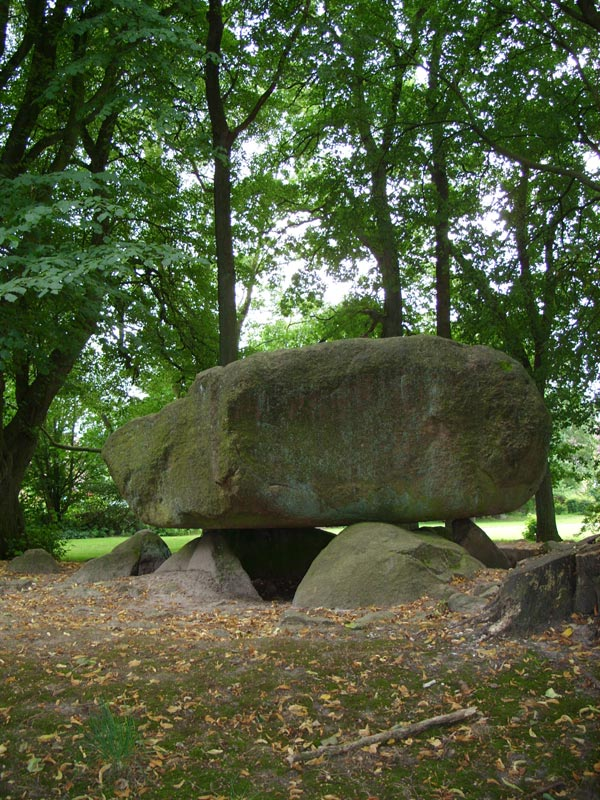
Brutkamp

## Phasen

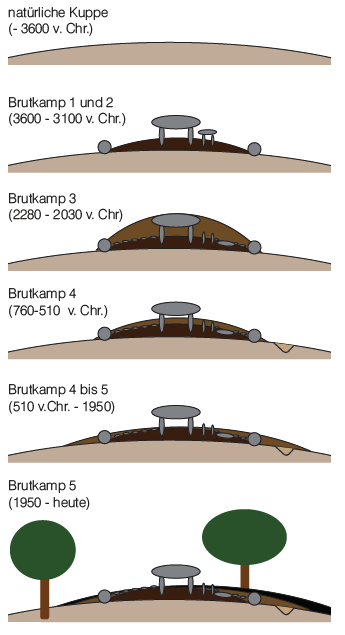
Rekonstruktion der Nutzung und der Umgebung der Grabes Albersdorf Brutkamp

In einer ersten Phase (3600–3530 v. Chr.) wurde das Grab errichtet. Hierfür konnte ein 14C-Datum in der ersten Sandaufschüttung genutzt werden. In dieser Phase wurde das Grab in der noch heute sichtbaren Form konstruiert, es wurden also die Trägersteine, der Deckstein sowie die Steine des Kranzes aufgestellt. Zudem wurde hier die Keramik der Phase Frühneolithikum (FN) II deponiert. In der Phase 2 (3530–3100 v. Chr.) wurden wiederholt Eingriffe in die Hügelsubstanz vorgenommen und zudem mindestens eine Ausräumung der Kammer (mitsamt Material des FN II) vorgenommen. Hieraufhin folgt ein Hiatus. In der Phase 3 (2280–2030 v. Chr.) im Spätneolithikum (Dolchzeit) wird dieser unterbrochen und die Anlage wieder modifiziert. Es wurde der Deckstein des Zuganges entfernt und spätestens hier mit Schälchen versehen. Das Material aus der Kammer wurde ausgeräumt (aber nur MN Material) und neues Material (wie der Silexdolch) wurde deponiert. Zudem wurden eine Steinlage und eine Sandaufschüttung hinzugefügt. Hiermit wurde der ursprüngliche Hügel vermutlich deutlich erhöht. In einer weiteren Phase 4 (760–510 v. Chr.) wurde am Rande des Hügels eine Grube ausgehoben. Diese steht womöglich im Zusammenhang mit dem Urnengräberfeld (Albersdorf LA 74), das in der unmittelbaren Umgebung des Megalithgrabes angelegt wurde.
Die Ausräumung und teilweise Zerstörung der ursprünglichen Architektur erfolgte im Spätneolithikum (Dolchzeit). Hier wurden u. a. Silexdolche deponiert. Dies kann als bewusster Akt aufgefasst werden, in dessen Zuge ein altes Monument, eine alte Glaubensvorstellung, aufgrund neuer Vorstellungen umstrukturiert wurde. Dasselbe lässt sich wiederholt an anderen neolithischen Grabmonumenten beobachten, wie beispielsweise das nahegelegene Grab LA 56.

## Funde
Es wurden ein Bernsteinobjekt, 4.106 Silexartefakte und 727 Keramikfragmente gefunden. Zu den tausenden Silexartefakten von 10,2 kg wurden die Trümmer nicht hinzugezählt (760 kg). Die Artefakte sind vor allem Abschläge (4085 Stück). Hierneben wurden elf Klingen gefunden. An Geräten können vier Kratzer und zehn Pfeilbewehrungen angeführt werden. Letztere sind sieben Querschneider, zwei geflügelte und eine trianguläre Pfeilspitze. Weiterhin wurden drei Fragmente von Silexdolchen gefunden. Zwei davon bilden zusammen ein vollständiges Exemplar und gehören zum Typ Ib nach Lomborg.
Die 727 Keramikfragmente (>2 kg) sind sehr klein (ø 2,8 g) und die Bruchkanten meist abgerundet. Das zeigt, dass die Funde wiederholt umgelagert wurden. Es ließen sich 26 Gefäßeinheiten rekonstruieren. Einige dieser sind vollständige/fast vollständige Gefäße. So ist ein fransenverzierter Trichterbecher vorhanden, der vermutlich ins Frühneolithikum (FN) II datiert. Eine Tonscheibe wurde gefunden, die sich nicht sicher einzuordnen lässt. Sie ist mindestens 20 mm dick, weshalb sie womöglich mittelneolithisch (MN) datiert. Eine generelle Zunahme der Dicke gipfelt im MN III/IV mit 23 mm. Viele weitere Gefäße konnten in die Phasen MN I–II (ca. 3300–31/3000 v. Chr.) datiert werden, womit die trichterbecherzeitliche Belegung vom FN II zum MN II reicht.

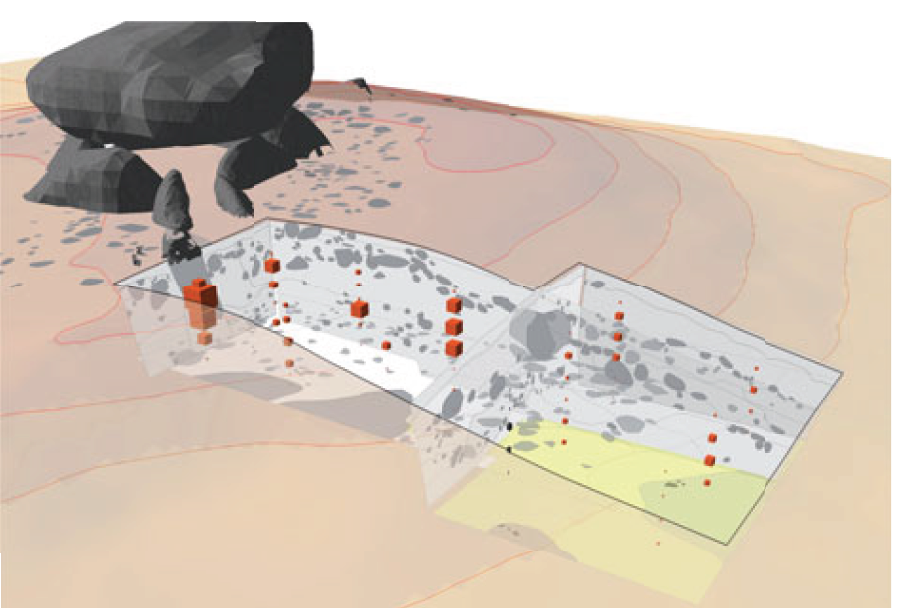
Ausgrabungsfläche und Lage einiger der Funde.

Die Keramik stammt v. a. aus dem Eingangsbereich, wurde also ausgeräumt. Die zusammenpassenden Keramikstücke (einer Gefäßeinheit) streuen über eine große Fläche und mehrere Befunde, sodass wiederholte Eingriffe und Umlagerungen zu rekonstruieren sind, wie es auch der soeben genannte Zustand der Keramikscherbe verrät. Aufgrund der Typochronologie der Gefäße kann eine Ausräumung ins Mittelneolithikum (nicht vor dem MNI/II) datiert werden, eine weitere ins Spätneolithikum (Dolchzeit). Bei dieser späteren Ausräumung wurde im Gegensatz zur ersten kein Material des FN II verlagert.

## Pflanzen beim Begräbnisritual
Die verkohlten Pflanzenreste aus dem Großsteingrab wurden am Binokular ausgelesen und bestimmt. Neben Holzkohle wurden weitere 143 verkohlte Pflanzenreste gefunden.
Nur 4,4 % der bestimmbaren Pflanzenreste stammen von Kulturpflanzen. Dies sind verschiedene unbestimmbare Getreidearten. Bestimmbar ist Spelzgerste (Hordeum vulgare ssp. vulgare), wovon ein Exemplar aber sicher eisenzeitlich ist. Die unbestimmbaren Getreide sind z. T. sicher neolithisch.
Die anderen Pflanzenfunde geben Einblick in die Pflanzennutzung beim Begräbnisritual. Unter den Sammelpflanzen dominieren Haselnussschalen mit 60 bzw. 45 % das Fundspektrum. Erstmals gelang für das Neolithikum in Deutschland der Nachweis des knolligen Glatthafers (Arrhenatherum elatius ssp. bulbosum), zudem mit dem erstaunlich hohen Anteil von 30 %. Bisher waren diese Wurzelknollen vor allem aus bronze-, eisen- und wikingerzeitlichen Brandbestattungen bekannt. Offen ist, ob die Knollen durch die Verwendung als Nahrung, als Zunder oder als Grabbeigabe in den archäologischen Kontext gelangten. Beim Brutkamp ist anzunehmen, dass der Glatthafer Bestandteil der „natürlichen Vegetation“ auf dem Grabhügel war. Glatthafer, der bevorzugt auf ungestörten Flächen wächst, weist darauf hin, dass die Umgebung der Megalithanlage aufgelichtet war, nicht jedoch für Beweidung und Bewirtschaftung genutzt wurde. Der Glatthafer ist in die spätneolithische (Dolchzeit) Nutzungsphase des Grabes zu stellen.

## Der Schalenstein
Der Schalenstein (oder auch Schälchenstein) ist ein granitischer Geschiebeblock mit einem geschätzten Gewicht von 300 kg und den ungefähren Maßen 30 × 60 × 85 cm. 14 Schälchen mit bis zu 8 cm Durchmesser wurden hierauf angebracht. Im näheren Umfeld sind weitere Megalithgräber mit Schälchen bekannt. So am Megalithgrab Papenbusch (Albersdorf LA 4) und Bunsoh.
Der Schälchenstein lag bei der Ausgrabung 1,5 m vom Kammerzugang entfernt. Vermutlich war es der ehemalige Deckstein des Kammerzuganges. Er wurde direkt unterhalb der spätneolithischen (Dolchzeit) Steinpackung gefunden. Das heißt, dass der Deckstein vor der spätneolithischen Kammerberäumung entfernt wurde. Hieraus ergibt sich ein terminus ante quem für die Schälchen: Sie gehören mindestens dieser spätneolithischen Nutzungsphase an, womöglich sind sie sogar älter.
Der Schälchenstein ist sehr bedeutsam. Generell treten Schälchensteine in verschiedener Form auf. So sind einzelne, kleine und portable Steine mit einem bis mehreren Schälchen ausgestattet (dänisch Lommeskålsten = Hosentaschenschälchensteine). Daneben existieren vor allem in Schweden und Norwegen zahlreiche Felswände, die neben Mensch-, Tier- und Bootfiguren mit tausenden Schälchen ausgestattet wurden (s. Felsritzungen in Schweden). Diese datieren in die Bronzezeit. Hierneben sind einzelnstehende Findlinge mit Schälchen ausgestattet, wie die ehemals fünf Findlinge von Bunsoh, in der Nähe des prominenten Megalithgrabes Bunsoh. Dieses Grab ist ebenfalls mit Schälchen ausgestattet worden. Auch diese wurden bislang in die Bronzezeit datiert.
Doch zeigen neuere Ergebnisse vermehrt, dass Schälchen auch bereits im Neolithikum hergestellt wurden. Einerseits sind portable Schälchensteine aus dem MN V (beginnendes drittes Jahrtausend v. Chr.) auf Bornholm kürzlich entdeckt worden. Eine weitere neuere Studie hat auf mit Schälchen ausgestatteten Fragmenten von mittel- und jungneolithischen Streitäxten aufmerksam gemacht. Der Befund aus Albersdorf ist der älteste bekannte Nachweis für einen Deckstein eines Megalithgrabes, der definitiv vor der Bronzezeit mit Schälchen ausgestattet wurde. Dies erfolgte mindestens im Spätneolithikum (Dolchzeit), womöglich sogar früher.

## Umfeld
In Albersdorf befindet sich das Archäologische ökologische Zentrum (AÖZA) im Steinzeitpark und das Museum für Archäologie und Ökologie Dithmarschen. In der Nähe liegen auch die Langbetten im Bredenhoop und das Erdwerk auf dem Dieksknöll.